# Andrés Alonso Polo
Andrés Alonso Polo (Pedrosillo de Alba, 1876-Santiago de Compostela, 1924) fue un presbítero, profesor y poeta español.

## Biografía
Nacido en 1876 en la localidad salmantina de Pedrosillo de Alba, fue doctor en Teología y Filosofía y Letras, canónigo de la catedral de Santiago de Compostela y orador sagrado. Desempeñó el puesto de catedrático de Lenguas bíblicas y orientales en la Universidad de Puebla de los Ángeles, en México. Colaborador de publicaciones periódicas como La Lectura Dominical y La Semana Católica, además de periódicos de Salamanca, fue autor de títulos como La Reconquista (poesía, 1898), Ciudad Rodrigo, Bailén, Arapiles (esbozos épicos, 1903), Cantando y llorando (poesías, 1906), «Oración fúnebre por Menéndez Pelayo (1912) y ¿Qué ha quedado del alma árabe en España?. Falleció el 20 de septiembre de 1924 en Santiago de Compostela.